# Arcibiskupské zemanství (Kopřivnice)
Arcibiskupské zemanství je jednou z nejstarších objektů na území města Kopřivnice. Jedná se o pozůstatek původního panského sídla, který je od roku 1993 chráněn jako kulturní památka České republiky. Nachází se na adrese Boženy Němcové 72/8 v jižní části dnešního města. Objekt není rekonstruován, chátrá, a není veřejnosti přístupný.

## Historie
První zmínka o dvoře pochází z roku 1581. Mělo různé účely a po jistou dobu plnilo funkci též jako arcibiskupský dvůr. Na počátku 19. století bylo přebudováno do své poslední klasicistní podoby z iniciativy Ignáce Rašky z rodu Rašků, jimž sídlo patřilo. Zemanství sloužilo svému účelu až do roku 1850. Bylo obklopeno rozsáhlými zahradami a anglickým parkem. V jeho blízkosti se nacházela i továrna na hliněné výrobky, která byla jednou z prvních v Kopřivnici, a která pomohla industrializaci obce, později města. Až do roku 1933 existovala většina objektů zemanství; po této době zůstala pouze obytná budova, která byla následně obestavěna panelovými domy a moderními silnicemi. Zbytek areálu byl zbořen z důvodu výstavby chudobince.
Objekt byl v roce 1996 privatizován, město Kopřivnice však nenašlo žádný subjekt, který by jej byl ochoten obnovit.

## Popis
Kolem čtvercového dvora byly postaveny obytné (severní část), hospodářské (jižní a západní část) a správní budovy. Vstup do dvora ze západní a východní strany dvojitou branou (pro povozy a pro pěší).
Poslední dochovaný dům je přízemní obytná budova na obdélníkovém půdorysu. Dům je částečně podsklepený, sklepy a přízemí je zaklenuto valeně. V hospodářské části jsou klenby pruské mezi pasy.